# 목행선
목행선(睦行善, 1609년 ∼ 1661년)은 조선의 문신, 정치인이다. 자는 행지(行之), 호는 남간, 본관은 사천(泗川)이다. 성균전적과 예조좌랑·사헌부의 지평· 홍문관의 수찬·대사성, 예조·호조·병조참의·대사간·승지, 황해도관찰사, 예조참의 등을 역임했다.

## 생애
목장흠(睦長欽)의 아들로 태어났고, 작은 아버지인 공조참의 목대흠(睦大欽)의 양자가 되었다.
1630년(조선 인조 8년) 진사가 되고 1633년(인조 11년) 식년문과의 전시(殿試)에 갑과(甲科)에 1등으로 급제하여 성균관전적(成均館典籍)·예조좌랑 겸 기사관(禮曹佐郞兼記事官)·지제교(知製敎)로 국사편찬에 참여하였고, 그 뒤 병조좌랑을 거쳐, 경기도도사로 병자호란에 공을 세웠다. 1637년(조선 인조 15년) 사헌부지평 재직 중 지사(知事) 김시양(金時讓)의 상소문에 지적당했다는 이유로 옥당에서 사헌부 관원들의 인피를 청하자 인조가 받아들여 면직되었다. 그해에 도로 복직했으나 병으로 그해 6월 지평에서 사직했다가 그해 12월 홍문관수찬에 임명되었다.
1638년(조선 인조 16년) 1월 5일 이시백을 병조판서로, 구굉(具宏)을 공조 판서로, 윤명은(尹鳴殷)을 부교리로, 목행선(睦行善)을 수찬으로 임명했다. 1645년 호남 어사(湖南御史)로 파견되었다.
1649년(인조 27년) 3월 20일 우의정 정태화·부사 우윤 김여옥·서장관과 함께 응교로서 청나라에 사은사로 갔다.
1652년 대사간으로 임명되었고, 1653년(효종 4년) 황해도관찰사가 되었으며, 1656(효종 7년) 다시 상주목사가 되었다. 1658년 내직으로 돌아와 호군이 되었다.
1658년(효종 9년) 민응협(閔應協)이 대사헌으로, 목행선(睦行善)이 이조참의로, 송시열이 찬선으로 임명되었다.
1659년(효종 10년) 예조참의로 의병 사퇴한 후, 1660년 4월 16일 호군에 임명되었다. 군직에 있다가 현종(1661)에 졸하였다. 묘는 경기도 양주군 이담면 지행리(현, 경기도 동두천시 지행동 산 2번지)에 있다.

## 가족 관계
- 할아버지 : 목첨(睦詹) - 이조참판
- 외할아버지 : 남위(南瑋) - 군자감주부(軍資監主簿)
  - 아버지 : 목장흠(睦長欽) - 호조참판
  - 어머니 : 남위(南瑋)의 딸
  - 숙부 : 목대흠(睦大欽) - 공조참의
  - 처부 : 장령 윤효영(尹孝永)
    - 부인 : 파평 윤씨(坡平尹氏)
      - 아들 : 목창명(睦昌明) - 병조판서

## 관련 문화재
- 목행선 선생 묘역 - 동두천시 향토유적 제2호